# Войлово (Тверская область)
Во́йлово — деревня в Калининском районе Тверской области. Относится к Верхневолжскому сельскому поселению. До 2006 года входила в состав Нестеровского сельского округа.
Расположена: от Твери — в 47 км (к юго-западу); от центра сельского поселения деревни Квакшино — в 28 км; от деревни (бывшего села) Нестерово — в 5 км; ещё ближе, в 3 км — село Микулино Московской области.
Население по переписи 2002 года — 22 человека, 10 мужчин, 12 женщин. На 2008 год — 21 житель.

## История
Впервые деревня упоминается в писцовой книге Тверского уезда за 1539—1540 года как Ивойлово. В это время ею владела княжна Орина Федоровна Щепина, но деревня была «пуста». С начала XVII века разоренная польско-литовскими интервентами деревня Ивойлово-Кобеево Микульского стана принадлежала Троице-Сергиеву монастырю. До середины XVIII века деревня входила в состав Тверского уезда, затем Старицкого. После указа Екатерины II от 26 февраля (8 марта) 1764 года  монастырские крестьяне были переведены в разряд экономических крестьян, которые к середине XIX века стали именоваться государственными (казёнными).
В 1859 г. в казённой деревне Войлово Старицкого уезда Тверской губернии насчитывалось 27 дворов и 228 жителей.
В 1886 году в деревне Войлово Нестеровского прихода Татарковской волости Старицкого уезда было 42 двора, 298 жителей (276 бывших государственных крестьян и 22 бобыля), среди них 48 мужчин и 4 женщины были грамотны. Отсутствующих жителей (то есть на заработках, в армии и т. п.) — 79 человек (60 мужчин и 19 женщин), 4 человека нищенствовали. Жители деревни имели 38 лошадей, 97 коров, 102 овцы, сеяли рожь, ячмень, овес, сажали картофель. Земледелие не обеспечивало их существования, поэтому в поисках работы крестьяне уходили на заработки.
В 1925-29 годах — деревня в Емельяновской волости Тверского уезда, с 1929 в Емельяновском районе Московской области, с 1935 года в составе Калининской области.
Во время Великой Отечественной войны была оккупирована гитлеровскими войсками в октябре 1941 года, освобождена войсками Калининского фронта 23-24 декабря того же года. На фронтах погибли 13 уроженцев деревни Войлово.
С 1956 года Войлово в Калининском районе, входила в состав Телятьевского сельсовета, затем Нестеровского. Жители трудились в совхозе «Искра».
В 1997 году в деревне Войлово было 20 хозяйств, 37 жителей.

## Известные люди
В деревне Войлово родился Матвей Васильевич Захаров (1898—1972) — выдающийся советский военачальник, Маршал Советского Союза, дважды Герой Советского Союза (1945,1971). Он родился в большой крестьянской семье, провёл здесь детство, в 1911 году семья переехала в Петербург.